# Manica
Manica är en stad i provinsen Manica i Moçambique. Manica ligger väster om staden Chimoio och vid gränsen till Zimbabwe. 